# Sazdice
Sazdice (allemand : Sast , hongrois : Százd) est un village de Slovaquie situé dans la région de Nitra.

## Histoire
Première mention écrite du village en 1239.
La localité fut annexée par la Hongrie après le premier arbitrage de Vienne le 2 novembre 1938. En 1938, on comptait 773 habitants dont 4 d'origine juive. Elle faisait partie du district de Šahy (hongrois : Ipolysági járás). Le nom de la localité avant la Seconde Guerre mondiale était Sazdice/Százd. Durant la période 1938 - 1945, le nom hongrois Százd était d'usage. À la libération, la commune a été réintégrée dans la Tchécoslovaquie reconstituée.

## Démographie

### Évolution de la population
| Année:               | 1994. | 2004.   | 2014.   | 2024.   |
| -------------------- | ----- | ------- | ------- | ------- |
| Nombre de personnes: | 461   | 440     | 478     | 433     |
| Différence:          |       | -4,55 % | +8,63 % | -9,41 % |

| Année:               | 2023. | 2024.   |
| -------------------- | ----- | ------- |
| Nombre de personnes: | 441   | 433     |
| Différence:          |       | -1,81 % |